# Hemerodromia stellaris
Hemerodromia stellaris är en tvåvingeart som beskrevs av Axel Leonard Melander 1947. Hemerodromia stellaris ingår i släktet Hemerodromia och familjen dansflugor.
Artens utbredningsområde är Texas. Inga underarter finns listade i Catalogue of Life.